# Wybory parlamentarne w Słowenii w 2014 roku
Wybory parlamentarne w Słowenii w 2014 roku odbyły się 13 lipca 2014. Były to drugie z rzędu wybory przedterminowe. Do głosowania uprawnionych było około 1,7 mln obywateli. W głosowaniu wyłonili oni swoich 88 przedstawicieli do Zgromadzenia Państwowego, pozostałe dwa mandaty w parlamencie zarezerwowane pozostawały dla przedstawicieli mniejszości węgierskiej i włoskiej. Frekwencja wyniosła około 50,99%.
3 maja 2014 premier Alenka Bratušek, która kilka dni wcześniej wystąpiła z Pozytywnej Słowenii, podała się do dymisji w związku z rozpadem koalicji rządzącej. 1 czerwca 2014 prezydent Borut Pahor rozpisał nowe wybory na dzień 13 lipca 2014.
Przeprowadzone niespełna tydzień przed tą decyzją wybory europejskie zostały wygrane przez Słoweńską Partię Demokratyczną. 2 czerwca 2014 powstała nowa formacja, Partia Mira Cerara, która szybko wysunęła się na pierwsze miejsce w sondażach. Ugrupowanie to wygrało wybory przed SDS. Do Zgromadzenia Państwowego dostały się ponownie Demokratyczna Partia Emerytów Słowenii, Socjaldemokraci i Nowa Słowenia, a także dwa nowe stronnictwa – Zjednoczona Lewica i powołany przez dotychczasową premier Sojusz Alenki Bratušek. Reprezentację parlamentarną utraciły Pozytywna Słowenia (która wygrała wybory w 2011), a także Słoweńska Partia Ludowa i Lista Obywatelska.

## Wyniki
| Lista wyborcza                            | Głosy   | %     | Miejsca |
| ----------------------------------------- | ------- | ----- | ------- |
| Partia Mira Cerara                        | 301 563 | 34,49 | 36      |
| Słoweńska Partia Demokratyczna            | 181 052 | 20,71 | 21      |
| Demokratyczna Partia Emerytów Słowenii    | 88 968  | 10,18 | 10      |
| Socjaldemokraci                           | 52 249  | 5,98  | 6       |
| Zjednoczona Lewica                        | 52,189  | 5,97  | 6       |
| Nowa Słowenia                             | 48 846  | 5,59  | 5       |
| Sojusz Alenki Bratušek                    | 38 293  | 4,38  | 4       |
| Słoweńska Partia Ludowa                   | 34 548  | 3,95  | –       |
| Pozytywna Słowenia                        | 25 975  | 2,97  | –       |
| Słoweńska Partia Narodowa                 | 19 218  | 2,20  | –       |
| Słoweńska Partia Piratów                  | 11 737  | 1,34  | –       |
| Verjamem                                  | 6800    | 0,78  | –       |
| Lista Obywatelska                         | 5556    | 0,64  | –       |
| Zieloni Słowenii                          | 4629    | 0,53  | –       |
| Naprzód Słowenio                          | 2125    | 0,24  | –       |
| Gospodarcza Partia Liberalna              | 458     | 0,05  | –       |
| Humanitarna Partia Słowenii               | 85      | 0,01  | –       |
| Mniejszości narodowe (węgierska i włoska) | –       | –     | 2       |
| Razem                                     | 886 124 | 100   | 90      |